# Подільська духовна семінарія
Поді́льська духо́вна семіна́рія — середній навчальний заклад РПЦ МП в Кам'янець-Подільській та Городоцькій єпархії. Відкритий 1797 р. в Шаргороді, 1805 р. переведений до Кам'янця-Подільського. Розміщувався в Старому місті, 1865 р. переведений на Новий План.
Під час Першої світової війни цю духовну семінарію двічі евакуювали — у Костянтиноград й у Лубни. У 1919 р. під час правління Директорії УНР у головному корпусі семінарії розміщувалася Експедиція заготовок державних паперів.
Після наступу радянська влада ліквідувала семінарію в 1920 р.

## Персоналії

### Випускники
- Батько Федора Достоєвського
- Павло Вільчинський — ректор Полтавської духовної семінарії, місіонер в Удмуртії та Чувашії
- Руданський Степан Васильович — український поет
- Сулковський Борис Йосипович — полковник Армії УНР
- Леонтович Микола Дмитрович — український композитор, хоровий диригент, громадський діяч, педагог
- Доронович Мойсей Захарович — краєзнавець Поділля, священик
- Голоскевич Григорій Костянтинович — український мовознавець, громадський діяч, член Української Центральної Ради
- Бодянський Павло Миколайович — український і російський шашкіст, історик і педагог
- Приходько Олекса Кіндратович — український диригент, педагог
- Євтим Сіцінський, дослідник Поділля
- Шипович Іван Омелянович, краєзнавець, священик
- Яструбецький Гнат Васильович, український мистецтвознавець, хорист

### Навчалися, але не закінчили
- Никанор Крижанівський — революціонер
- Анатоль Свидницький — письменник
- Володимир Свідзінський — поет
- Валентин Галевич — публіцист і кооператор
- Лотоцький Олександр Гнатович -  український громадсько-політичний діяч, письменник, публіцист, науковець, дипломат